# Harry Ryan
Harry Edgar Ryan (né le 21 novembre 1893 à St Pancras, à Londres et mort le 14 avril 1961 à Ealing) est un coureur cycliste britannique, champion olympique du tandem aux Jeux de 1920 à Anvers, et vice-champion du monde de vitesse amateurs en 1913.

## Biographie
Harry Ryan est le plus jeune de cinq frères. Au moins deux d'entre eux pratiquent comme lui le cyclisme au Polytechnic Cycling Club, sponsorisé par leur père, George F. Ryan, commerçant. À partir de 1911, il dispute avec succès des courses importantes. En 1912, il bat le champion du monde de vitesse de 1908 Victor Johnson. La même année, il devient champion national sur 25 miles, le premier de ses quatre titres nationaux.
En 1913, il est finaliste du championnat du monde de vitesse, et est battu par son compatriote William Bailey.
En 1914, Harry Ryan est soldat durant la Première Guerre mondiale. Il subit une blessure grave à la tête, dont il guérit. Après la guerre, il reprend la compétition en 1919 au Manchester Wheelers, devant 17 000 spectateurs et remporte trois courses ayant valeur de championnats nationaux. Aux Jeux olympiques d'Anvers en 1920, il est médaillé dans deux compétitions : il remporte l'or en tandem avec Thomas Lance, et le bronze en vitesse. La même année, il termine troisième du Grand Prix de Paris amateur.
En 1923, Ryan met fin à sa carrière cycliste. Il reste cependant lié au sport en tant que fonctionnaire, ainsi que commissaire et délégué à l'Union cycliste internationale (UCI). Il est également manager de l'équipe britannique à plusieurs occasions.

## Palmarès

### Jeux olympiques
- Anvers 1920
  -  Champion olympique du tandem (avec Thomas Lance)
  -  Médaillé de bronze de la vitesse

### Championnats du monde
- 1913
  -  Médaillé d'argent de la vitesse amateurs

## Source
- (de) Cet article est partiellement ou en totalité issu de l’article de Wikipédia en allemand intitulé « Harry Ryan » (voir la liste des auteurs).